# Эр-Рувайс (Катар)
Эр-Рувайс, также Эр-Рувейс (араб. اَلرُّؤَيْس‎) — портовый город в Катаре. Расположен к югу от мыса Ракан, на северной оконечности полуострова Катар, у небольшой мелководной бухты, часть которой занята коралловыми рифами, в 127 км к северу от столицы, города Доха. Административно относится к муниципалитету Эш-Шамаль. Расположен к востоку от городов Эш-Шамаль и Абу-Залуф.
В прошлом являлся административным центром муниципалитета Эш-Шамаль.
Город связан шоссейной дорогой с городами Эль-Хаур и Доха.